# Misplaced (DGM)
Misplaced è il quinto album del gruppo musicale italiano di genere progressive metal DGM, pubblicato nel 2004.
È stato registrato presso Random Music House (Ostia Lido, Roma) tra dicembre 2003 e giugno 2004; mixato presso i The Outer Sound Studio (Vitinia, Roma) tra luglio e agosto 2004; masterizzato presso AE Mastering Room (Göteborg, Svezia).

## Tracce

### Edizione standard
Testi e musiche di DGM.
1. Livin' on the Edge – 5:05
2. Is Hell Without Love? – 5:12
3. Through My Tears – 4:34
4. Still Believe – 5:50
5. Pride – 4:53
6. Amazing Journey – 5:40
7. A New Day's Coming – 5:27
8. Perennial Quest – 4:02

### Tracce bonus edizione giapponese
1. You Wa Shock (Ai Wa Torimodose) – 2:51

## Formazione

### Gruppo
- Titta Tani – voce
- Diego Reali – chitarra
- Andrea Arcangeli – basso
- Fabio Sanges – tastiere
- Fabio Costantino – batteria

### Produzione
- Giuseppe Orlando – missaggio
- Adriano Desideri – fotografia
- Stefano Longhi – artwork